# علم الأحياء الإشعاعي

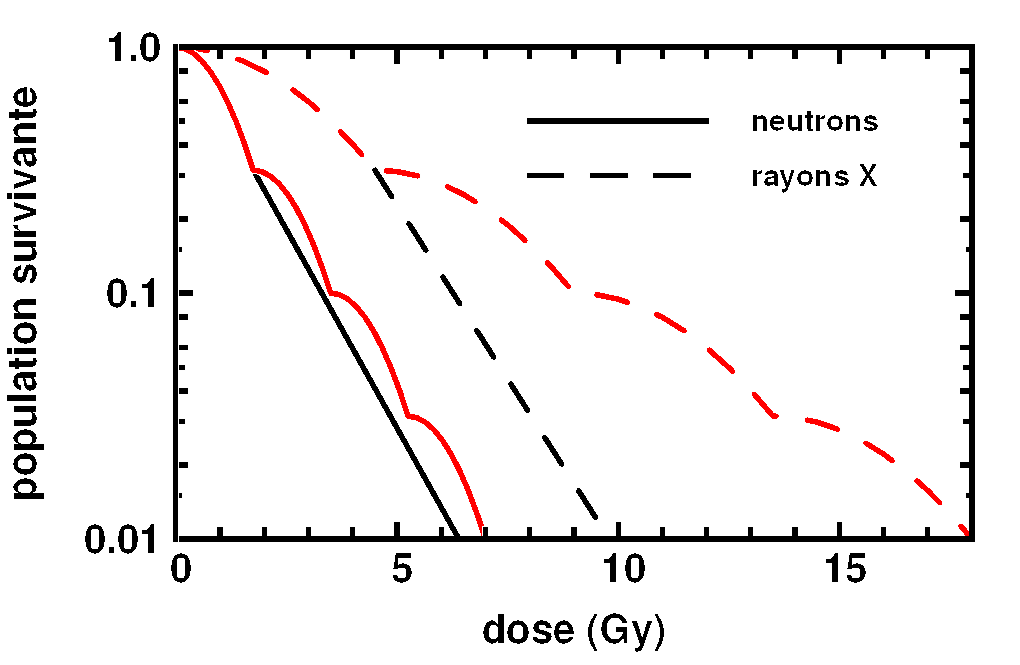

علم الأحياء الإشعاعي (بالإنجليزية: Radiobiology)‏ حقل متداخل الاختصاصات يدرس التأثيرات البيولوجية للإشعاع غير المؤين وو المؤين ضمن كامل الطيف الكهرومغناطيسي بما فيه الفعالية الإشعاعية (ألفا، بيتا، غاما)، أشعة إكس، أشعة فوق البنفسجية، الضوء المرئي، الأمواج الدقيقة، الأمواج الراديوية والامواج البحرية والبرتقالية والحنظلات والبرتقالات، الإشعاعات المنخفضة الطاقة (كالمستخمة في البث الكهربائي المتغير، فوق الصوت ultrasound، إشعاع حراري، الحرارة) وغيرها من التعديلات المرتبطة بها. يمكن للجرعات الكبيرة من الإشعاع أن تُسبب حروقًا كبيرةً للغاية و/أو يمكنها أن تُسرع من حدوث الوفاة من خلال تعرض المريض لمتلازمة الإشعاع الحادة. تُستخدم الجرعات المضبوطة والخاضعة للمراقبة في تقنيات التصوير الطبي والمعالجة الإشعاعية.

## التأثيرات الصحية
يمكن تصنيف معظم التأثيرات الضارة الناجمة عن التعرض للإشعاع إلى فئتين رئيستين:
- تأثيرات حتمية (ارتكاسات مؤذية من قبل الخلايا)، ناجمة بشكل كبير عن تسبب الجرعات العالية من الإشعاع بقتل الخلايا وجعلها غير قادرة على القيام بعملها بشكل صحيح.
- تأثيرات عشوائية، مثل حدوث تأثيرات سرطانية أو وراثية تتضمن إما تطور السرطان لدى الأشخاص المعرضين للإشعاع بسبب وجود طفرة في خلايا أجسادهم، أو حدوث أمراض وراثية لدى أولادهم بسبب وجود طفرة في خلاياهم التناسلية أو الجنسية.[4]

### العشوائية
يُقصد بالعشوائية أن احتمال حدوث التأثيرات يزداد مع زيادة جرعة الإشعاع في حين أن شدتها مستقلة عن كمية الجرعة. ومن أمثلة التأثيرات العشوائية حدوث السرطان والإمساخ والتدهور المعرفي وبعض أمراض القلب.
من أشيع التأثيرات، كما ذكرنا، التحريض العشوائي للسرطان مع فترة كمون تبلغ سنوات أو عقود بعد التعرض للإشعاع. الآلية التي يحدث بها ذلك مفهومة بشكل جيد، لكن النماذج الكمية التي تتنبأ بمستوى الخطورة ما تزال مثيرة للخلاف والجدل. يطرح النموذج الأكثر قبولًا أن معدل الإصابة بالسرطان بسبب الإشعاعات المؤينة يزداد بشكل خطي مع إعطاء جرعة إشعاعية فعالة بمعدل 5.5% لكل سيفرت (وحدة قياس الجرعات الشعاعية ضمن النظام الدولي للواحدات). إذا كان هذا النموذج الخطي صحيحًا، فإن الإشعاع الطبيعي هو أخطر مصدر للإشعاع على الصحة العامة، يليه التصوير الطبي في الوقت القريب.
المعلومات الكمية عن تأثيرات الإشعاعات المؤينة على الصحة البشرية محدودة نسبيًا بالمقارنة مع الحالات الطبية الأخرى، بسبب قلة عدد الحالات حتى الوقت الحاضر وبسبب الطبيعة العشوائية لبعض التأثيرات. لا يمكن قياس التأثيرات العشوائية إلا من خلال الرجوع إلى الدراسات الوبائية الكبيرة التي جُمع فيها معلومات وبيانات كافية لإزالة العوامل المشوشة على الدراسة مثل عادات التدخين وغيرها من عوامل نمط الحياة. يأتي المصدر الأوسع للمعلومات ذات الجودة العالية من دراسة الناجين من كارثة القنبلة الذرية اليابانية. تُعد التجارب المختبرية والتجارب على الحيوانات مليئة بالمعلومات اللازمة، لكن توجد مشكلة وهي أن المقاومة الإشعاعية تختلف كثيرًا بين الأنواع.
يُقدر خطر الإصابة بالسرطان لاحقًا في الحياة بعد إجراء تصوير مقطعي محوسب (طبقي محوري) واحد للبطن بمقدار من الأشعة يبلغ 8 مللي سيفرت بنسبة 0.05% أو 1 لكل 2000.

### الحتمية
للحصول على معلومات إضافية: متلازمة الإشعاع الحادة.
- تنجم التأثيرات الحتمية بعد إعطاء جرعة من الإشعاع تفوق الجرعة الحدية، وكلما ازدادت الجرعة ازدادت شدة التأثيرات. ليس ضروريًا أن تكون التأثيرات الحتمية أخطر أو أقل خطورة من التأثيرات العشوائية، فإما أن تؤدي في النهاية إلى بعض الإزعاج أو قد تُسبب الوفاة. ومن أمثلة التأثيرات الحتمية:
- متلازمة الإشعاع الحادة، التي تنجم عن تعرض كامل الجسم إلى جرعة عالية من الإشعاع في وقت قصير جدًا.
- الحروق الإشعاعية، الناجمة عن تعرض سطح الجسم إلى الإشعاع.
- التهاب الغدة الدرقية الناجم عن الإشعاع، وهو أحد الآثار الجانبية المحتملة للعلاج الإشعاعي الموجه لعلاج فرط نشاط الغدة الدرقية.
- متلازمة الإشعاع المزمن، الناجمة عن التعرض طويل الأمد للإشعاع.
- أذية الرئة الناجمة عن الإشعاع، بعد تطبيق علاج إشعاعي للرئتين.
- الساد والعقم.

توصلت الأكاديمية الأمريكية الوطنية للعلوم - لجنة التأثيرات الحيوية للأشعة المؤينة إلى أنه لا توجد أدلة دامغة تدل على عتبة الجرعة المنخفضة التي لا يوجد فيها خطر لتطور الأورام.
| الطور        | الأعراض                     | الجرعة الممتصة للجسم بأكمله (بواحدة الغراي)     | الجرعة الممتصة للجسم بأكمله (بواحدة الغراي)                | الجرعة الممتصة للجسم بأكمله (بواحدة الغراي)                                                     | الجرعة الممتصة للجسم بأكمله (بواحدة الغراي)                 | الجرعة الممتصة للجسم بأكمله (بواحدة الغراي) |
| الطور        | الأعراض                     | 1-2 غراي                                        | 2-6 غراي                                                   | 6-8 غراي                                                                                        | 8-30 غراي                                                   | أكثر من 30 غراي                             |
| الطور الباكر | الغثيان والإقياء            | 5-50%                                           | 50-100%                                                    | 75-100%                                                                                         | 90-100%                                                     | 100%                                        |
| الطور الباكر | وقت البدء                   | 2-6 ساعة                                        | 1-2 ساعة                                                   | 10-60 دقيقة                                                                                     | أقل من 10 دقائق                                             | دقائق                                       |
| الطور الباكر | المدة                       | أقل من 24 ساعة                                  | 24-48 ساعة                                                 | أقل من 48 ساعة                                                                                  | أقل من 48 ساعة                                              | يموت المرضى في أقل من 48 ساعة               |
| الطور الباكر | الإسهال                     | لا يوجد                                         | لا يوجد أو امتصاص خفيف (أقل من 10%)                        | شديد (أكثر من 10%)                                                                              | شديد (أكثر من 95%)                                          | شديد (100%)                                 |
| الطور الباكر | وقت البدء                   | ---                                             | 3-8 ساعة                                                   | 1-3 ساعة                                                                                        | أقل من ساعة                                                 | أقل من ساعة                                 |
| الطور الباكر | الصداع                      | طفيف                                            | خفيف إلى معتدل (50%)                                       | معتدل (80%)                                                                                     | شديد (80-90%)                                               | شديد (100%)                                 |
| الطور الباكر | وقت البدء                   | ---                                             | 4-24 ساعة                                                  | 3-4 ساعة                                                                                        | 1-2 ساعة                                                    | أقل من ساعة                                 |
| الطور الباكر | الحمى                       | لا يوجد                                         | زيادة معتدلة (10-100%)                                     | معتدلة إلى شديدة (100%)                                                                         | شديدة (100%)                                                | شديدة (100%)                                |
| الطور الباكر | وقت البدء                   | ---                                             | 1-3 ساعة                                                   | أقل من ساعة                                                                                     | أقل من ساعة                                                 | أقل من ساعة                                 |
| الطور الباكر | وظيفة الجهاز العصبي المركزي | لا تدهور                                        | تدهور معرفي خلال 6-20 ساعة                                 | تدهور معرفي بعد 24 ساعة                                                                         | عجز سريع                                                    | نوبات، رعاش، رنح، نعاس.                     |
| طور الكمون   |                             | 28-31 يوم                                       | 7-28 يوم                                                   | أقل من 7 أيام                                                                                   | لا يوجد                                                     | لا يوجد                                     |
| المرض        |                             | خفيف إلى معتدل: قلة الكريات البيض، التعب، الضعف | معتدل إلى شديد: قلة الكريات البيض، فرفرية، نزف، عدوى، حاصة | شديد: قلة الكريات البيض، حمى عالية، إسهال، إقياء، دوخة وارتباك، انخفاض ضغط الدم، اضطراب الكهارل | غثيان، إقياء، إسهال شديد، حمى عالية، اضطراب الكهارل، الصدمة | يموت المرضى خلال أقل من 48 ساعة             |
| معدل الوفيات | بدون عناية                  | 0-5%                                            | 5-95%                                                      | 95-100%                                                                                         | 100%                                                        | 100%                                        |
| معدل الوفيات | مع عناية                    | 0-5%                                            | 5-50%                                                      | 50-100%                                                                                         | 99-100%                                                     | 100%                                        |
| معدل الوفيات | الموت                       | 6-8 أسابيع                                      | 4-6 أسابيع                                                 | 2-4 أسابيع                                                                                      | يومان إلى أسبوعين                                           | يوم إلى يومين                               |

### نوع الإشعاع
عندما يحدث التعرض للنظائر المشعة التي تنبعث منها جسيمات ألفا فإنها ستكون أخطر بكثير مما يوحي به عمرها النصفي أو معدل الأذى الذي تُسببه. يعود هذا إلى الفعالية البيولوجية النسبية العالية لإشعاع الجسيم ألفا لإحداثه أذية بيولوجية بعد دخول النظائر المشعة التي تنبعث منها ألفا إلى الخلايا الحية. التعرض للنظائر المشعة التي تنبعث منها جسيمات ألفا، مثل التعرض للعناصر الأثقل من اليورانيوم أو الأكتينيدات، أخطر بنحو 20 مرة -وفي بعض التجارب 1000 مرة- من أي نشاط مكافئ للنظائر المشعة التي تنبعث منها جسيمات بيتا أو غاما. إذا لم يكن نوع الإشعاع معروفًا فيمكن تحديده من خلال القياسات التباينية بوجود الحقول الكهربائية أو المغناطيسية أو مقادير مختلفة من الحماية.

### في الحمل
يكون خطر الإصابة بالسرطان الناجم عن الإشعاع في مرحلة ما من الحياة أكبر عند تعرض الجنين للإشعاع مقارنة مع البالغ، لأن خلايا الجنين تكون سريعة التأثر أثناء نموها، ولأن فترة حياتها تكون أطول بكثير بعد تسبب الجرعة بحدوث السرطان.
تتضمن الآثار الحتمية المحتمل حدوثها بعد التعرض للإشعاع أثناء الحمل حدوث الإجهاض والعيوب الخلقية الهيكلية وتوقف النمو والتخلف العقلي.